# Грам Рутьєс
Грам Вейн Рутьєс (нід. Graeme Wayne Rutjes; нар. 26 березня 1960, Сідней, Австралія) — нідерландський футболіст, що грав на позиції захисника. Виступав за національну збірну Нідерландів. По завершенні ігрової кар'єри — спортивний функціонер.
Чемпіон Бельгії. Володар Кубка Бельгії. Чотириразовий чемпіон Бельгії. Володар Кубка Бельгії. Дворазовий володар Суперкубка Бельгії. Володар Кубка Кубків УЄФА. Володар Суперкубка УЄФА.

## Клубна кар'єра

Рутьєс (ліворуч) з партнером по «Мехелену» Марком Еммерсом

У дорослому футболі дебютував 1980 року виступами за команду клубу «Ексельсіор» (Роттердам), в якій провів п'ять сезонів, взявши участь у 149 матчах чемпіонату. Більшість часу, проведеного у складі роттердамського «Ексельсіора», був основним гравцем захисту команди.
Своєю грою за цю команду привернув увагу представників тренерського штабу клубу «Мехелен», до складу якого приєднався 1985 року. Відіграв за команду з Мехелена наступні п'ять сезонів своєї ігрової кар'єри. Граючи у складі «Мехелена» здебільшого виходив на поле в основному складі команди. За цей час виборов титул чемпіона Бельгії, ставав володарем Кубка Бельгії, володарем Кубка Кубків УЄФА, володарем Суперкубка УЄФА.
1990 року перейшов до клубу «Андерлехт», за який відіграв 6 сезонів. Тренерським штабом нового клубу також розглядався як гравець «основи». За цей час додав до переліку своїх трофеїв ще чотири титули чемпіона Бельгії, знову ставав володарем Кубка Бельгії. Завершив професійну кар'єру футболіста виступами за команду «Андерлехт» 1996 року.

## Виступи за збірну
1989 року дебютував в офіційних матчах у складі національної збірної Нідерландів. Протягом кар'єри у національній команді, яка тривала усього 3 роки, провів у формі головної команди країни 13 матчів, забивши 1 гол.
У складі збірної був учасником чемпіонату світу 1990 року в Італії.

## Досягнення
- Чемпіон Бельгії:

«Мехелен»: 1988–89
«Андерлехт»: 1990–91, 1992–93, 1993–94, 1994–95
- Володар Кубка Бельгії:

«Мехелен»: 1986–87
«Андерлехт»: 1993–94
- Володар Суперкубка Бельгії:

«Андерлехт»: 1993, 1995
- Володар Кубка Кубків УЄФА:

«Мехелен»:  1987–88
- Володар Суперкубка Європи:

«Мехелен»: 1988